# 茂木一司
茂木 一司（もぎ かずじ、1956年8月 - ）は、日本の美術家・教育学者。群馬大学名誉教授。専門は構成教育論、ワークショップ学習論、インクルーシブ美術教育学。日本色彩教育研究会会長、NPO法人ワークショップデザイナー推進機構理事長、NPO法人まえばしプロジェクト理事。

## 略歴
- 1956年8月　群馬県に生まれる
- 1975年3月　群馬県立渋川高等学校卒業
- 1979年3月　筑波大学芸術専門学群構成専攻卒業
- 1981年3月　筑波大学大学院修士課程芸術研究科デザイン専攻修了
- 1998年3月　九州芸術工科大学大学院博士後期課程芸術工学研究科情報伝達専攻修了

鹿児島大学教育学部講師・助教授、群馬大学教育学部准教授・教授を歴任。現在、群馬大学名誉教授・跡見学園女子大学文学部人文学科教授。

## 研究分野
主に美術教育学・構成論
- ルドルフ・シュタイナーと美術教育に関する研究
- アート・ワークショップ（メディアと身体に関する協同的な表現の学び）に関する総合的研究
- インクルーシブ美術教育に関する研究(障害児者、高齢者、異文化などに関する表現学習を中心として）
- 構成教育に関する研究　（バウハウスの基礎教育とその影響に関する研究：英国のBasic Designに関する史的研究）

## 著書・論文

### 著書
- 『美術・造形の基礎』(共著) （産業図書、1987年）
- 『現代造形美術指導実践全集』 (共著)（日本教育図書センター、1988年）
- 『デザイン教育大事典』 (共著)（鳳山社 、1989年）
- 『造形教育事典』(共著) （建帛社、1991年）
- 『現代造形・美術教育の展望』(共著) （新曜社、1992年）「基礎ということ」を分担執筆
- 『デザイン教育ダイナミズム』 (共著)（建帛社、1993年）「イギリスのデザイン教育-Basic Designを中心とした過去,現在,未来-」を分担執筆
- 『美術科教育の基礎知識(三訂版)』(共編著) （建帛社、2000年）
- 『International Dialogues about Visual Culture, Education and Art』(共著）（Intellect、2008年）
- 『文学・芸術は何のためにあるのか? (未来を拓く人文・社会科学17)』(共著）（東信堂、2009年）
- 『美術科教育の基礎知識(四訂版)』(共編著) （建帛社、2010年）
- 『協同と表現のワークショップ』(代表編集・共著) （東信堂、2010年、改訂2版、2014年）
- 『ワークショップと学び2 場づくりとしてのまなび』(共著)（東京大学出版会、2012年）
- 『色のまなび事典』(共編著)（全3巻、星の環会、2015年）
- 『美術教育ハンドブック』(共著)（ 三元社 、2018年）
- 『とがびアートプロジェクト』(代表編集・共著) （東信堂、2019年）
- 『The International Encyclopedia of Art and Design Education　Vol.3』(共著）（ Wiley-Blackwell 、2019年）
- 『 色彩ワークショップ 』(代表編集・共著) （日本色研事業、2020年）

### 論文
- 「フォルメンに関する一考察(1)」『鹿児島大学教育学部研究紀要』(単著）(1984年）
- 「フォルメンに関する一考察(2)」『鹿児島大学教育学部研究紀要』(単著）(1986年）
- 「ルドルフ・シュタイナーと美術教育―部分と全体の観点より―」『日本美術教育研究紀要』社団法人日本美術教育連合（単著）(1986年）
- 「シュタイナーと美術教育(2)―感覚教育を中心に―」『美術教育学』(単著）(1986年）
- 「生涯学習としての美術教育―公開講座｢楽しい色彩｣の実践を通して―」『鹿児島大学教育学部研究紀要』(単著）(1990年）
- 「盲児の造形教育に関する一考察」『美術教育学』(共著）(1991年）
- 「イギリスの中等美術教員養成教育(1) ―レスター・ポリテクニクの事例研究―」 『大学美術教育学会誌』(単著）(1993年）
- 「イギリスの中等美術教員養成教育(2) ―レスター・ポリテクニクの事例研究―」『美術教育学』(単著）(1993年）
- 「イギリスの中等美術教員養成教育(3) ―レスター・ポリテクニクの事例研究―」『美術教育学』(単著）(1994年）
- 「イギリスの中等美術教員養成教育―レスター・ポリテクニクのアンケート調査―」『大学美術教育学会誌』(単著）(1994年）
- 「イギリスの中等美術教員養成教育(4) ―アニル・バリアの教育実習―」『大学美術教育学会誌』(単著）(1995年）
- 「イギリスの中等美術教員養成教育―PGCEコースのアンケート調査の比較―」 『佐賀大学美術・工藝教育学　宮脇理退官記念号』第２号、(単著）(1995年）
- 「なぜ、どうやって、美術を教えるの？―中学校美術科の困惑と教員養成：九州地区の事例研究―」『アート・エデュケーション』(1995年）
- 「コンピュータと造形教育―CG教育の理念と実践―」『鹿児島大学教育学部研究紀要』(単著）(1996年）
- 「アニメ教育の実践研究―公開講座「親子CG教室」を通して―」『群馬大学教育実践研究』(共著) （2001年）
- 「知的障害児の美術教育の実践研究　―描く活動の場合―」　『群馬大学教育実践研究』(共著) （2002年）
- 「メディア教育としての美術教育の試み　―知的障害児の美術教材の事例を通して―」　『群馬大学教科教育研究』(共著) （2002年）
- 「知的障害児の美術教育の実践研究　第２報」　『群馬大学教科教育研究』(共著) （2003年）
- 「アニメ教育の実践研究―CGパペットアニメを中心に―第２報」『群馬大学教育実践研究』(共著) （2003年）
- 「構成教育の史的研究ノート−イギリスの基礎デザイン運動：ビクター・パスモアとリチャード・ハミルトンの教育」『デザイン学研究特集号　構成学の展開』(単著) （2003年）
- 「障害児の色彩に関する実践的研究」『色彩教育』(単著) （2003年）
- 「美術教育におけるメディア教材の研究　第2報　－知的障害児の色彩学習を中心に－」　『群馬大学教育実践研究』(共著) （2004年）
- 「演劇的要素を取り入れた美術鑑賞の実践研究－教員養成大学における小学校教科専門科目：図画工作の授業改善の試み－」　『大学美術教育学会誌』(共著)  （2005年）
- 「知的障害児の美術教育　第3報」　『群馬大学教科教育研究』 (共著) （2005年）
- 「地域貢献事業報告：ハートフルアート展－地域に根ざした障害児のアート活動への支援－」　『群馬大学教科教育研究』 （2005年）
- 平成14－16年度　科学研究補助金　基盤研究(B)(1)報告書『イメージ・感性開発のためのメディア活用型総合学習パッケージの開発―美術館等におけるワークショップ及び学習デザインの教材開発に関する調査・研究―』 (共著) （2005年）
- 「知的障害児の美術教育の実践研究－ケータイというメディアの可能性―」　『日本美術教育研究論集』 (共著)  （2005年）
- 「地域理解のためのメディア・リテラシー実践－異文化交流とオルタナティブなコミュニケーション回路構築－」　日本教育メディア学会『教育メディア研究』  (共著) （2005年）
- 「情報メディア時代の新しい表現の学び－造形・メディア・ワークショップにおけるファッシリテーターの役割と共同的学びの事例－」 (共著) 　『大学美術教育学会誌』 （2006年）
- “Implications of Media—Technology—Based Workshops for Art Education for All”, International InSEA Congress 2006, Viseu, Portugal . 1―5 March, 2006: ‘Interdisciplinary Dialogues in Arts Education’ , Proceeding CD—ROM
- 「映像・メディア・ワークショップの実践的研究―障害児を事例に―」『群馬大学教育実践研究』 (共著)  （2006年）
- 「絵巻をつかったワークショップの実践研究―「なりきりえまき」を例として―」『大学美術教育学会誌』 (共著)  （2007年）
- A Practical Study on a Workshop Using a Picture Scroll (Emaki) ―Narikiri Emaki Project―, Horizonte InSEA 2007 Germany―insea Art Education Research and Development Congress, Proceeding CD―ROM
- 「ワークショップとしての学びの場の創出―「学びの繭」展から人茶ワークショップカフェへ―」『日本教育工学会第23回全国大会講演論文集』 (共著)  （2007年）
- 「成果の社会還元としての展覧会という試み―ラーニングアート・ワークショップ「学びの繭」文化を語る子どもたち展―」『群馬大学教科教育学研究』 (共著)  （2007年）
- 平成17-18年度文部科学省科学研究補助金基盤研究(B)(課題番号17330188)『芸術・文化の発信・交流を促す学習環境のデザインとワークショップ教材の実践・評価―異文化理解のためのメディア活用型総合学習パッケージの開発の調査・研究―』 (共著)  （2007年）
- 「ゆるやかな学びの創造─人茶ワークショップカフェの実践─」『群馬大学教育実践研究』 (単著)  （2008年）
- 「屏風を題材としたワークショップの研究—イタリアと日本の小学校4年生の場合—」『日本美術教育研究論集』 (共著)  （2008年）
- 「知的障害者を対象にした造形と音楽のコラボレーションによる表現ワークショップ─「からだでつくろう!!からだでうたおう!!」を事例にして─」『群馬大学教育実践研究』 (共著)  （2008年）
- “The Narikiri Emaki(Picture scroll)project” 'International Journal of Education through Art’ (共著)  （2008年）
- 「図画工作教育へのワークショップ型学習の導入の試み─群馬大学教育学部附属小学校の事例─」『群馬大学教育学部紀要　芸術・技術・体育・生活科学編』(共著)  （2009年）
- 「美術鑑賞教育へのワークショップ型授業の導入の試み―群馬大学教育学部附属小学校の事例─」『群馬大学教育学部紀要　芸術・技術・体育・生活科学編』(共著)  （2010年）
- 「協同的創造を生み出すワークショップ学習の研究─「屏風ワークショップ＠バークレイ2009」を事例にして─」『群馬大学教育実践研究』 (共著)  （2011年）

他多数

## 所属学会
- 大学美術教育学会
- 美術科教育学会
- 日本デザイン学会
- 美学会
- NSEAD(National Society for Education in Art and Design、全英美術デザイン教育学会)
- INSEA (International Society for Education through Art、世界美術教育学会　アジア地区代表委員2015-17)
- 日本美術教育連合 （理事）
- 日本色彩教育研究会 （会長）
- 日本教育工学会